# U-870
| U-870                      | U-870                                                                      | U-870                                                                      |
| -------------------------- | -------------------------------------------------------------------------- | -------------------------------------------------------------------------- |
|                            |                                                                            |                                                                            |
|                            |                                                                            |                                                                            |
|                            |                                                                            |                                                                            |
| Під прапором               | Третій рейх                                                                | Третій рейх                                                                |
| Спуск на воду              | 29 жовтня 1943 року                                                        | 29 жовтня 1943 року                                                        |
| Виведений зі складу флоту  | 30 березня 1945 року                                                       | 30 березня 1945 року                                                       |
| Сучасний статус            | затоплений                                                                 | затоплений                                                                 |
| Проєкт                     |                                                                            |                                                                            |
| Тип ПЧ                     | Дизельний підводний човен                                                  | Дизельний підводний човен                                                  |
| Основні характеристики     |                                                                            |                                                                            |
| Швидкість (надводна)       | 19 вузлів                                                                  | 19 вузлів                                                                  |
| Швидкість (підводна)       | 7,3 вузла                                                                  | 7,3 вузла                                                                  |
| Гранична глибина занурення | 230 м                                                                      | 230 м                                                                      |
| Екіпаж                     | 48 осіб                                                                    | 48 осіб                                                                    |
| Розміри                    |                                                                            |                                                                            |
| Довжина найбільша (по КВЛ) | 76,8 м                                                                     | 76,8 м                                                                     |
| Ширина корпусу найб.       | 6,9 м                                                                      | 6,9 м                                                                      |
| Висота                     | 9,6 м                                                                      | 9,6 м                                                                      |
| Середня осадка (по КВЛ)    | 4,7 м                                                                      | 4,7 м                                                                      |
| Водотоннажність надводна   | 1144 т                                                                     | 1144 т                                                                     |
| Озброєння                  |                                                                            |                                                                            |
| Артилерія                  | 1 × 88-мм палубна гармата SK C/32                                          | 1 × 88-мм палубна гармата SK C/32                                          |
| Торпедно- мінне озброєння  | 4 носових і два кормових ТА. 22 торпеди або 44 міни TMA чи 66 TMB          | 4 носових і два кормових ТА. 22 торпеди або 44 міни TMA чи 66 TMB          |
| ППО                        | 1 × 37-мм зенітна гармата SKC/30 2 (1 × 2) × 20-мм зенітні гармати FlaK 30 | 1 × 37-мм зенітна гармата SKC/30 2 (1 × 2) × 20-мм зенітні гармати FlaK 30 |

U-870 — німецький підводний човен типу IXC/40, часів Другої світової війни.
Замовлення на будівництво човна віддане 25 серпня 1941 року. Човен заклали на верфі «AG Weser» у Бремені 29 квітня 1943 року під заводським номером 1078, спущений на воду 29 жовтня 1943 року, 3 лютого 1944 року увійшов до складу 4-ї флотилії. За час служби також входив до складу 33-ї флотилії. Єдиним командиром човна був корветтен-капітан Ернст Гехлер.
За час служби човен зробив 1 бойовий похід, у якому потопив 2 військові кораблі (загальна водотоннажність 1 960 т.) та пошкодив 1 військовий корабель і 2 судна.
30 березня 1945 року потоплений у Бремені під час американського бомбового удару..

## Потоплені та пошкоджені кораблі[3]
| Назва        | Тип                | Належність      | Дата           | Тоннаж (БРТ) | Вантаж                          | Статус     | Місце                                                       |
| USS Fogg     | есмінець           | США             | 20 грудня 1944 | 1 400        |                                 | пошкоджено | 43°02′ пн. ш. 19°19′ зх. д. / 43.033° пн. ш. 19.317° зх. д. |
| USS LST-359  | десантний корабель | США             | 20 грудня 1944 | 1 625        |                                 | потоплено  | 42°04′ пн. ш. 19°08′ зх. д. / 42.067° пн. ш. 19.133° зх. д. |
| Henry Miller | суховантажне судно | США             | 3 січня 1945   | 7 207        | 1 000 т залізної руди як баласт | пошкоджено | 35°51′ пн. ш. 06°24′ зх. д. / 35.850° пн. ш. 6.400° зх. д.  |
| FFL L'Enjoue | корвет             | Франція         | 9 січня 1945   | 335          |                                 | потоплено  | 35°56′ пн. ш. 05°49′ зх. д. / 35.933° пн. ш. 5.817° зх. д.  |
| Blackhealth  | суховантажне судно | Велика Британія | 10 січня 1945  | 4 637        | Військові вантажі               | пошкоджено | 35°49′ пн. ш. 06°03′ зх. д. / 35.817° пн. ш. 6.050° зх. д.  |